# Зеленика (село)
Вижте пояснителната страница за други значения на Зеленика.
Зеленика е село в Северна България. То се намира в община Трявна, област Габрово.

## География
Село Зеленика е разположено в Стара планина, в землището на село Бангейци.

## Забележителности
Намира се край Царския детски санаториум, построен от царица Йоанна Българска за лекуване на гръдно болни български деца, и музея-галерия „Тревненска възрожденска иконописна школа“, разположен при параклиса на санаториума.